# 高橋信雄
高橋 信雄（たかはし のぶお）は、日本の教育学者。専門は特別支援教育、教育工学。愛媛大学名誉教授。
主な研究テーマは、「新生児期から高齢者までの聴力検査」、「幼児期から成人までの補聴器フィッティング」 「人工内耳装用後のリハビリテーション」、「きこえとことばの発達指導」、「学校での学習支援や情報保障」である。

## 略歴
1967年群馬県立沼田高等学校卒業。東京学芸大学卒業、筑波大学大学院博士課程修了、筑波大学文部技官、国立特殊教育総合研究所研究員、1983年より愛媛大学教育学部教員。1996年教授。2014年定年退職、同大学名誉教授。

## 学会活動
- 1981年日本聴覚障害教育工学研究会 理事
- 1996年ろう教育科学会 理事
- 1998年 - 2007年日本コミュニケーション障害学会 編集協力委員
- 1999年日本SNE学会 編集協力委員
- 2000年愛媛ヒアリング研究会 会長
- 2001年日本特殊教育学会 編集委員
- 2002年 - 2007年日本国際聾教育学会 代表理事
- 2002年 - 2007年日本聴覚障害教育実践学会 理事
- 2004年日本音声言語医学会 評議員
- 2004年日本教育オーディオロジー研究会 理事
- 2008年日本国際聾教育学会 理事
- 2008年日本聴覚障害教育実践学会 代表理事

## 著書
- （監修；分担執筆）『音遊びの聴覚学習』徳島県立聾学校（学苑社 1992）
- （ろう教育科学会 編；分担執筆）『聴覚障害児教育の歴史と展望』（風間書房 2012）